# Kiyomitsu Kobari
Kiyomitsu Kobari (jap. 小針 清允, Kobari Kiyomitsu; * 12. Juni 1977 in Itabashi, Tokio) ist ein ehemaliger japanischer Fußballspieler.

## Karriere

### Verein
Kobari spielte in der Jugendmannschaft von Verdy Kawasaki. 2001 wechselte er zu Vissel Kobe, 2002 zu Vegalta Sendai. 2008 unterschrieb er für Tochigi SC. Nach dem Aufstieg in die J2 League spielte er jedoch weniger und wechselte 2010 zu Gainare Tottori. 2014 beendete er seine Karriere.

## Erfolge
- Kaiserpokal: 1996